# Kosmos 2487
Kosmos 2487, ruski vojni radarski izviđački satelit (DZZ) iz programa Kosmos. Vrste je Kondor-1 (br.202).
Lansiran je 27. lipnja 2013. godine s kozmodroma Bajkonura (Tjuratama) s mjesta 81/24. Lansiran je u nisku orbitu oko planeta Zemlje raketom nosačem Strijelom. Orbita je 497 km u perigeju i 500 km u apogeju. Orbitne inklinacije je 74,73°. Spacetrackov kataloški broj je 39194. COSPARova oznaka je 2013-032-A. Zemlju obilazi u 94,58 minuta. Mase je 1100 kg.
Za napajanje je opremljen razmjestivim solarnim panelima i baterijama.
Razgonski blok Strijela APB br. 1832 ostao je u niskoj orbiti oko Zemlje.

## Vanjske poveznice
- N2YO.com Search Satellite Database (engl.)
- Celes Trak SATCAT Format Documentation (engl.)
- Kunstman  Arhivirana inačica izvorne stranice od 12. kolovoza 2019. (Wayback Machine) Satellites in Orbit (engl.)